# فهرست دنباله‌دارهای دوره‌ای
فهرست دنباله‌دارهای دوره‌ای (به انگلیسی: List of periodic comets) دنباله‌دارهایی هستند که دورهٔ مداری آن‌ها معمولاً کمتر از ۲۰۰ سال است. آن‌ها همچنین به نام دنباله‌دارهای دوره کوتاه هم شناخته می‌شوند. در طی گدراندن یک حضیض خورشیدی دنباله‌دارهای دوره‌ای بیش از یک بار دیده می‌شوند. مانند پ۱۵۳/ایکیا-ژانگ. «دنباله‌دار دوره‌ای» گاهی به دنباله‌دار دارای دورهٔ بیشتر از ۲۰۰ سال هم گفته می‌شود و این به معنی یک دنباله‌دار با یک مدار تناوبی (دوره‌ای) است.
در ثبت دنباله‌دارها برای آن‌هایی که دوره‌ای فرض شوند، پس از گذشت حضیض دوم دنباله‌دار است که یک پیش شمارهٔ پایدار برای آن در نظر گرفته می‌شود؛ به همین دلیل است که تعدادی از دنباله‌دارهای دوره‌ای هنوز شماره گذاری نشده‌اند، مانند دنباله‌دارهای پ/ ۲۰۰۵ ت۵ (بروتون). دنباله‌دارهایی هم وجود دارند که پس از دریافت یک پیشوند دائمی؛ معمولاً پس از چند گذشت حضیض خورشید، دیگر به دلیلی مشاهده نمی‌شوند، یا گمان می‌رود که نابود شده باشند. به چنین دنباله‌دارهایی یک پیشوند «د» و تعداد دورهٔ مشاهده شده داده می‌شود، و به این ترتیب برای دنباله‌دارهای پیش‌شماره شده و سپس از دست رفته [ن] [د] به جای [ن] [پی]، مانند «د۳» داده می‌شود مانند ۳د/ بیلا یا ۵د/برورسن.
تقریباً در همهٔ موارد، دنباله‌دارها به نام کاشف (یا یابندگان) خود نام‌گذاری می‌شوند، اما در چند مورد مانند 2P/انکه و ۲۷پی/کروملین آنها بنام کسی که مدارشان را محاسبه کرده‌بود (محاسبه‌گران مدار) نامگذاری شدند. محاسبهٔ مدارهای دنباله‌دارهای طولانی مدت بسیار مشکل است و این به دلیل تفاوت‌هایی در مسیر شناخته شدهٔ آنها است که در اثر پریشیدگی‌های ناشی از سیاره‌ها تفاوت را باز هم بیشتر می‌کند، در روزهای قبل از پیدایش کامپیوترهای الکترونیکی کسانی ناچار بودند فرصت‌های شغلی خود را به این کار اختصاص دهند. با این همه، چندین دنباله‌دار به دلیل اثرات غیر گرانشی مانند نشر گاز و مواد دیگری که کما و دم دنباله‌دار را تشکیل می‌دهند از دست رفته‌اند. بر خلاف یک دنباله‌دار با دوره تناوب طولانی، عبور بعدی حضیض خورشیدی یک دنباله‌دار دوره‌ای شماره شده را می‌توان با درجه بالایی از دقت و صحت پیش‌بینی کرد.